# Passiflora pallens
Passiflora pallens är en passionsblomsväxtart som beskrevs av Eduard Friedrich Poeppig och Maxwell Tylden Masters. Passiflora pallens ingår i släktet passionsblommor, och familjen passionsblomsväxter. Inga underarter finns listade i Catalogue of Life.